# Marcel Fässler
Marcel Fässler (Einsiedeln, 27 de maio de 1976) é um piloto suíço de automobilismo.
Ao lado de André Lotterer e Benoît Tréluyer, Fässler venceu três vezes a tradicional 24 Horas de Le Mans (2011, 2012, 2014) pela equipe Audi Sport Team Joest.
Em 2001, Marcel foi o piloto do carro de segurança da Fórmula 1 no Grande Prêmio de Mônaco e no Grande Prêmio do Canadá, após o piloto oficial, Bernd Mayländer, sofrer uma fratura no calcanhar em uma etapa da DTM.  Esta foi a única vez, desde 2000, que Mayländer não guiou o carro de segurança da categoria.
Anunciou sua aposentadoria das pistas aos 44 anos de idade.